# Muscal Mvuezolo
Muscal Mvuezolo-Musumbu (né le 30 mars 1979 à Kinshasa) est un footballeur international congolais. Il évolue au poste de milieu de terrain.

## Biographie
Muskarl Mvuezolo évolue en Belgique, en Turquie, en Grèce et en Roumanie.
Il obtient sa première sélection internationale avec l'équipe nationale de la République Démocratique du Congo lors d'un match contre le Gabon le 25 mars 2008.

## Clubs
- 1997-1999 :  FC Malines
- 1999-2000 :  RSC Anderlecht
- 2000-2002 :  Yozgatspor
- 2002-2003 :  FCV Dender EH
- 2003 :  AS Egaleo
- 2004 :  PAE Kalamata
- 2005-2006 :  Akratitos Liosion
- 2006-2007 :  RU Saint-Gilloise
- 2007-2010 :  AFC Tubize
- 2010 :  FC Politehnica Iași

## Palmarès
- Champion de Belgique en 2000 avec le RSC Anderlecht
- Champion de Belgique de D2 en 2008 avec l'AFC Tubize